# 亞歷山大-貝爾普雷里鎮區 (堪薩斯州拉什縣)
亞歷山大-貝爾普雷里鎮區（英語：Alexander-Belle Prairie Township）是位於美國堪薩斯州拉什縣的一個行政鎮區。

## 地方資料
亞歷山大-貝爾普雷里鎮區的面積為219.69平方千米，當中陸地面積為219.66平方千米，而水域面積為0.03平方千米。根據2010年美國人口普查的數據，當地共有人口116人，而人口密度為每平方千米0.53人。

## 外部連結
- US-Counties.com
- City-Data.com （页面存档备份，存于）